# Les glaneurs et la glaneuse
Les Glaneurs et la Glaneuse [Els espigoladors i l'espigoladora] és una pel·lícula  documental de la directora Agnès Varda estrenat a França l'any 2000. S'interessa pels espigoladors que rasclen els camps acabats de collir per obtenir restes de cultius comestibles, i altres tipus d'espigoladors urbans que arrepleguen les restes de menjar que troben entre les deixalles.
L'any 2002, Varda va dirigir una seqüela d'aquest documental, titulada Deux Ans après.

## Temàtica
Agnès Varda coneix gent diferent, joves, no tan joves, pagesos, RM (renda mínima d'integració), empleats, jubilats, que van a espigolar al camp, a la ciutat o a la vora del mar, o a escorcollar els arbres després de la collita, recullen verdures de dimensions massa grans o fruites llençades per empreses de fruites i verdures, agafen aliments dels contenidors dels supermercats, les fleques o quan pleguen els mercats.

La pel·lícula també mostra homes i dones que expliquen la legislació francesa sobre els drets i deures de la pràctica de l'espigolament i l'aprofitament del rebuig; o persones que recuperen objectes dels contenidors o al carrer durant la recollida de residus voluminosos. Aquests objectes són reparats, reutilitzats per aquestes persones en la seva vida quotidiana, o per artistes per a les seves obres d'art. Aquests «espigoladors», com els anomena Agnès Varda en referència a Des glaneuses, de Jean-François Millet, són propers als moviments de recuperació i reciclatge de les deixalles.

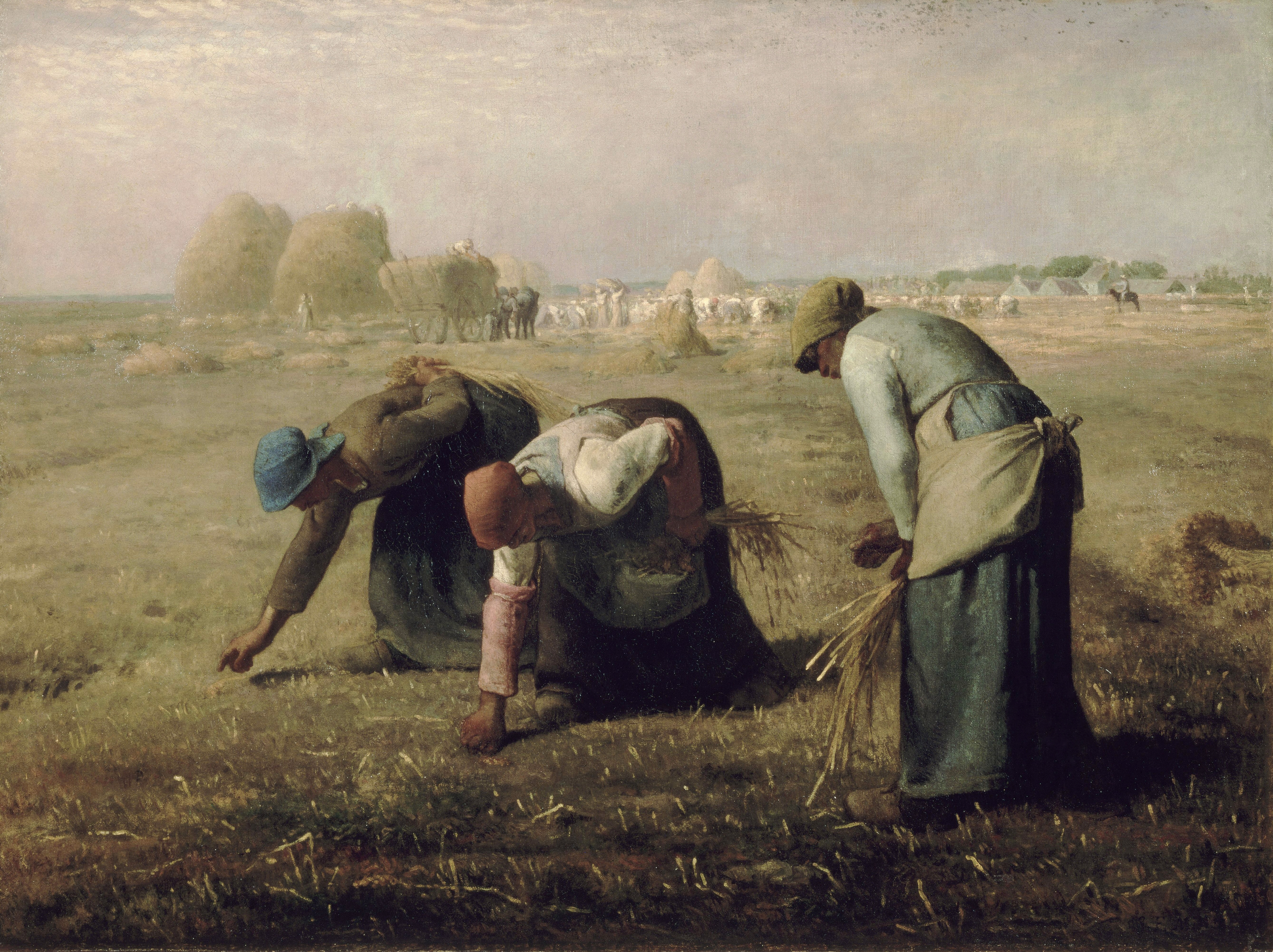
Espigoladores, de Jean-François Millet, 1857.

## Tècnica de filmació
Aquest documental destaca per l'ús d'una càmera digital lleugera i compacta, tan petita que es pot manejar amb una sola mà, amb la qual Varda pot filmar, muntar i produir el documental pràcticament en solitari i estar molt a prop del que filma. Així, per exemple, Agnès Varda utilitza un pla girat quan, havent-se oblidat d'apagar la càmera, capta la coberta de l'objectiu en moviment. Aquesta manera de filmar reforça la subjectivitat i intimitat de les imatges que capta la càmera, en les quals apareixen sovint parts del cos de la mateixa cineasta, com en un autoretrat.
La temàtica que escull a Les Glaneurs et la glaneuse representa també l'oportunitat de filmar la seva pròpia vellesa. Varda es filma pentinant-se els cabells blancs i hi ha molts plans de les seves mans tacades. Sovint «atrapa» camions per l'autopista, col·locant la mà en cercle davant de la càmera i fent veure que els arreplega tancant la mà.
La majoria d'aquests plans s'incorporen a l'obra de Varda per demostrar que, com a directora i cineasta, ella mateixa també és una «espigoladora», justament la que s'esmenta en singular en el títol del documental.
El film observa una realitat invisible, la de les persones que, per motius diversos, espigolen, i convida a prendre consciència dels residus que produïm en una societat, la nostra, que es basa en el consum desmesurat.

## Renaixement de la pinturaGlaneuses a Chambaudoin

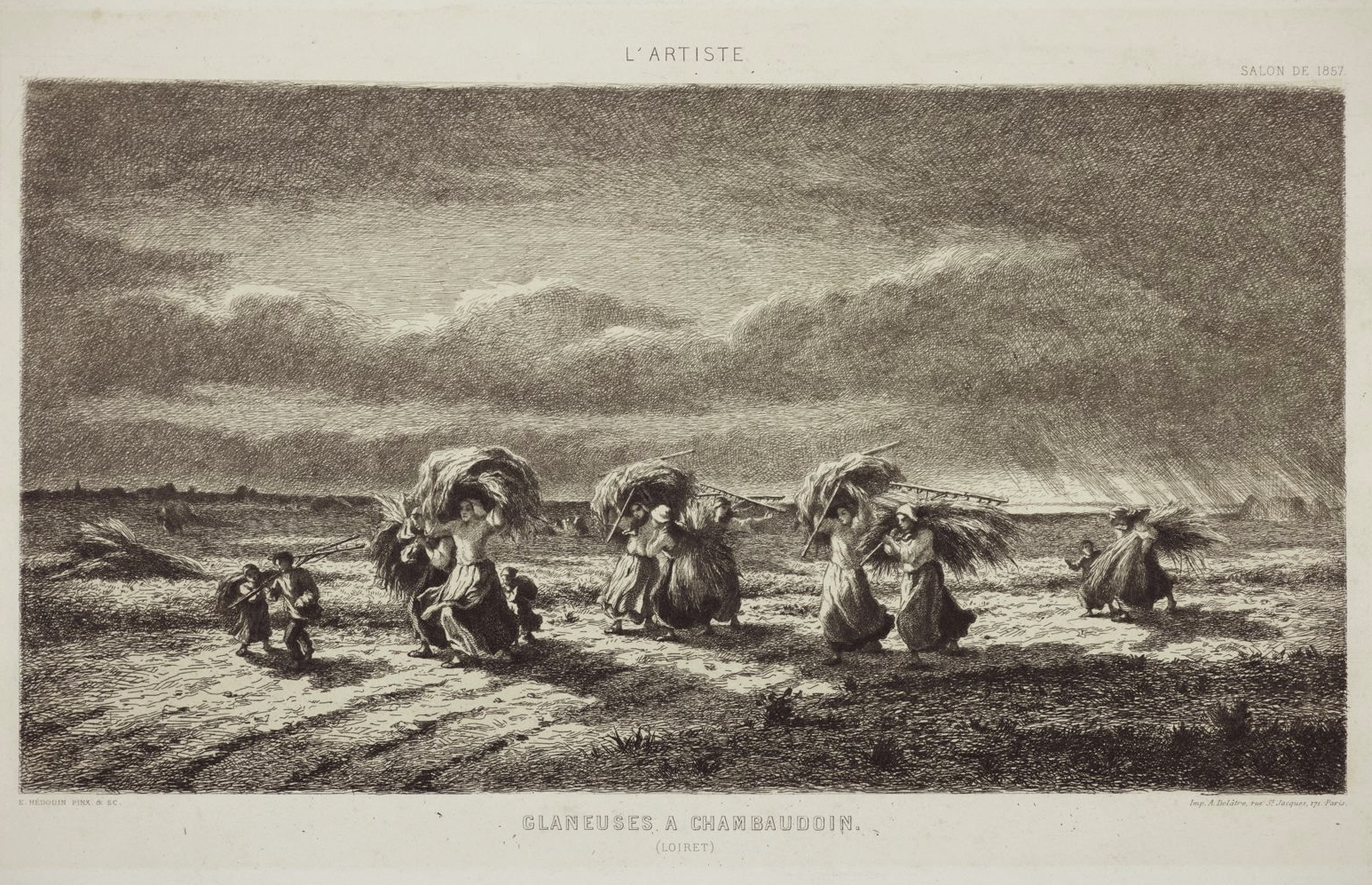
Una impressió de 1858 de la pintura d'Hédouin, Glaneuses at Chambaudoin.

A Les Glaneurs et la Glaneuse, Varda filma el quadre Glaneuses at Chambaudoin, de Pierre Hédouin, que es trobava al soterrani del museu Paul-Dini des de 1930, i que va tenir un passat més gloriós, durant el Saló de 1857 i al museu de Luxemburg al segle xix en particular. L' any 1974 s'ha exposat al Grand Palais de París, abans de tornar al soterrani del museu Paul-Dini. El quadre hi havia estat emmagatzemat pel Museu d'Orsay, al qual està assignat des de 1930.
Varda havia vist una reproducció en blanc i negre en un catàleg d'aquest oli sobre tela i, per als propòsits de la pel·lícula, havia demanat a la comissària del museu, Brigitte Laurençon, que tragués aquest gran quadre a la llum del dia. Durant el rodatge, mentre Brigitte Laurençon i la seva ajudant Julie Solli transportaven el quadre al pati del museu, el vent es va alçar i va fer moure el llenç, representant uns espigadors que fugien de la tempesta, cosa que per a Varda va ser un autèntic plaer i una feliç coincidència del rodatge. Davant l'èxit de públic de Les Glaneuses et la Glaneuse, els espectadors que havien vist la pel·lícula es van dirigir a aquest museu per poder veure ells mateixos aquest quadre, que s'havia tornat a guardar al soterrani del museu; aquest interès dels visitants va tenir com a conseqüència la restauració de Glaneuses a Chambaudoin després de quedar exposat permanentment al museu des del 2001.
La inauguració ha tingut lloc amb la presència d'Agnès Varda, com podem veure al seu documental Deux Ans après, en què torna amb els personatges de la pel·lícula Les Glaneurs et la Glaneuse. El 2008 la pintura va ser exposada al Museu Nacional d'Història de Taipei (Taiwan), abans de tornar al Museu Paul-Dini.

## Llocs de rodatge

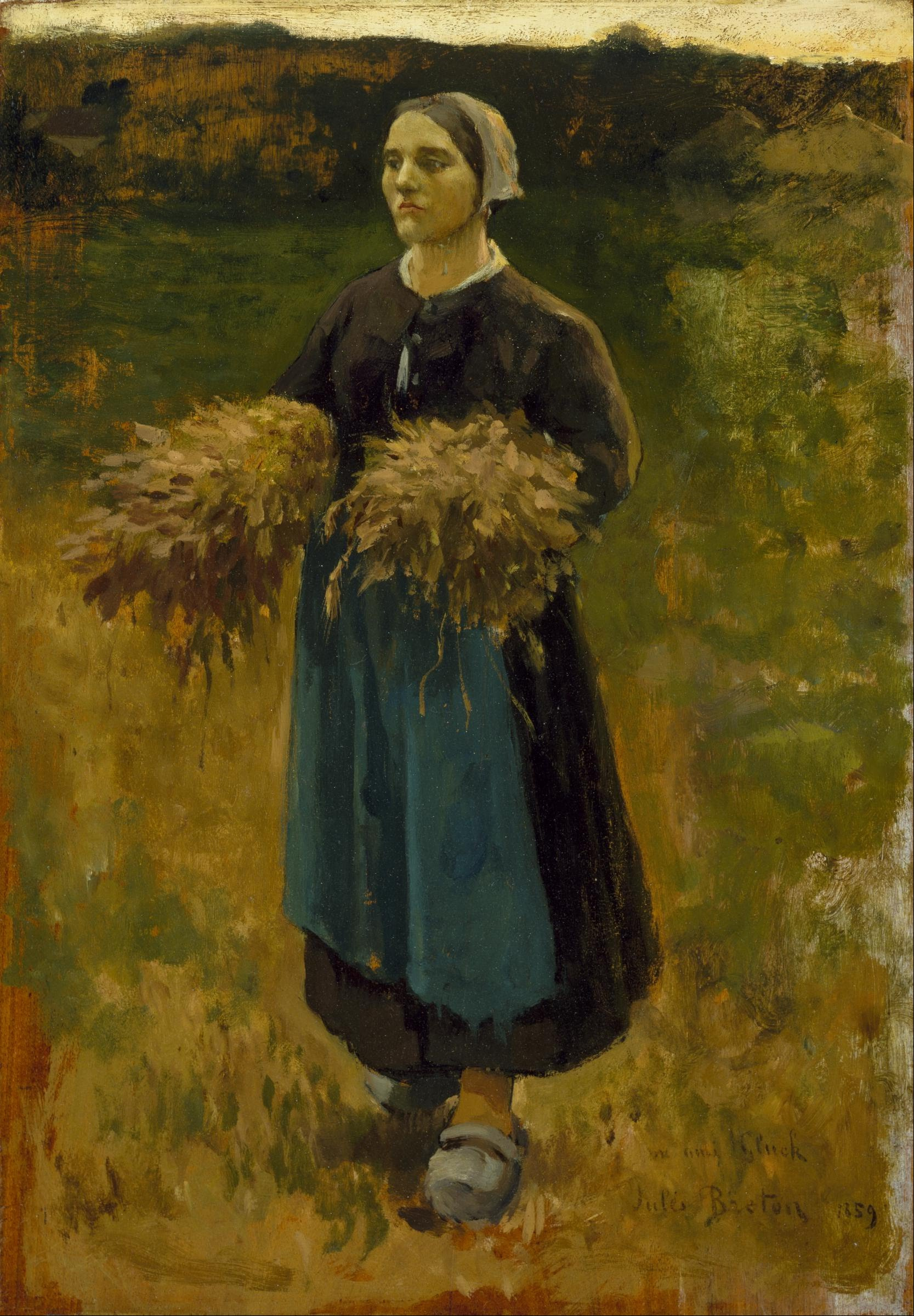
L'espigoladora, Jules Breton, 1859.

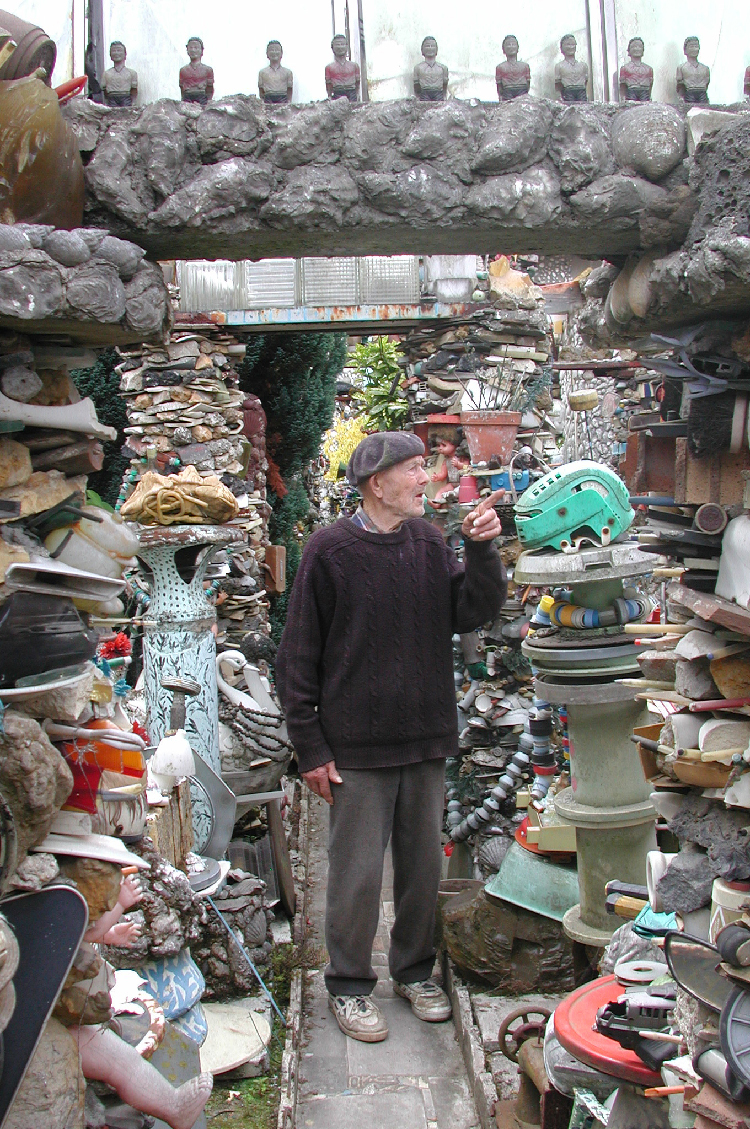
Bohdan Litnianski al seu Jardí de les Meravelles

El documental, que pren l'aparença de road movie, en un llarg recorregut –de vegades una digressió– per França, que va filmant en diferents indrets els espigoladors de patates, d'ostres, de televisors, de galledes, de fruita o de residus industrials, es va rodar als departaments de:
- Aisne
  - Viry-Noureuil: Jardí de les Meravelles de Bohdan Litnianski
- Boques del Roine
  - Arle
  - Mauçana
  - Ais de Provença
- Côte-d'Or
  - Beaune: Hôtel-Dieu de Beaune
- Droma
  - Hauterives
- Eure i Loir
  - Beauce
- Òlt i Garona
  - Vilanuèva d'Agen
- París
  - Musée en Herbeː al 23 de la rue de L'Arbre-Sec
  - Hotel Lutetia, al 45 del boulevard Raspail
  - Museu d'Orsay
  - El domicili d'Agnès Varda al 88 de la rue Daguerre, plaça Denfert-Rochereau
  - La Fundació Cartier per a l'Art Contemporani, al 261 del boulevard Raspail
  - Estació de Paris-Montparnasse
- Pas-de-Calais
  - Arràs: Grand Place
  - Sainte-Catherine-lès-Arras
- Pirineus Orientals
  - Prada
- Roine
  - Villefranche-sur-Saône: Museu Paul-Dini
- Saona i Loira
  - Chagny
- Esson
  - Étampes
- Sena Saint-Denis
  - Bagnolet
  - Montreuil
- Vall del Marne
  - Ivry-sur-Seine
- Val-d'Oise
  - Sannois: Museu Utrillo-Valadon
- Valclusa
  - Ate
  - Avinyó i voltants
  - Bonius
- Vendée
  - Beauvoir-sur-Mer: Pas del Gois
  - Noirmoutier-en-l'Île
  - L'Épine

## Recepció i reconeixement
La pel·lícula va ser ben rebuda per la crítica, que en destacà la seva singularitat i compromís social, tant pels espigoladors que ho fan per necessitat com per aquells altres que en fan, d'això, en el nostre temps, un acte polític. I ha rebut alguns reconeixementsː
- Selecció al Festival de Cannes 2000 — Llargmetratges (fora de competició)
- «Golden Hugo», 1r Premi de Documental al Festival Internacional de Cinema de Chicago (2000)
- Premi del públic al Festival de Cinema Nou de Mont-real (2000)
- Premi al Millor Documental Europeu a Estrasburg atorgat per l'Acadèmia Europea del Cinema (2000)
- Premi Méliès (Millor pel·lícula francesa de l'any 2000) atorgat per la Unió Francesa de Crítics de Cinema
- Millor pel·lícula de no ficció premiada pel New York Film Critics Circle (2002)
- Premi de documental atorgat per Los Angeles Film Critics Association (2002)

## Banda sonora
| Títol           | Artista           |
| --------------- | ----------------- |
| Música original | Joanna Bruzdowicz |
| Apfelsextett    | Pierre Barbaud    |
| Funny Streams   | Grup Ocean        |

Joanna Bruzdowicz va rebre l'encàrrec d'Agnès Varda, que li va demanar un tema per a la pel·lícula. És obra de Pierre Barbaud l'«Apfelsextett» (1977) que se sent per les carreteres. El grup Ocean, liderat per Isabelle Olivier, va editar un CD, Funny Streams, del qual se senten algunes peces a la pel·lícula: «Bô», «Eaux Bleues», «Cinq à quatre..».